# Sciara nepalensis
Sciara nepalensis är en tvåvingeart som beskrevs av Werner Mohrig 1987. Sciara nepalensis ingår i släktet Sciara och familjen sorgmyggor.
Artens utbredningsområde är Nepal. Inga underarter finns listade i Catalogue of Life.